# Wolfram von Richthofen
Wolfram von Richthofen   (Bartoszówek, 10 d'octubre de 1895 - Bad Ischl, 12 de juliol de 1945) va ser un Generalfeldmarschall alemany de la Luftwaffe durant la II Guerra Mundial.
Von Richtofen era cosí llunyà de l'as de l'aviació de la I Guerra Mundial Manfred von Richthofen, conegut popularment com el Baró Roig, que abaté 80 avions enemics abans de resultar mort en acció el 1918; i del germà petit del baró, Lothar von Richthofen, que abaté 40 enemics.

## Biografia
Va néixer a l'estat de Barzdof, prop de Striegau, a la Baixa Silèsia. Durant la I Guerra Mundial serví en una unitat de cavalleria alemanya. El 1918 va aprendre a volar i va ser transferit a la Força Aèria. Al març de 1918 va ser enviat a l'esquadró de caces Jasta 11, aconseguint 8 victòries aèries que li atorgaren el títol d'as de l'aviació. Von Richthofen estudià enginyeria entre 1919 i 1922. El 18 de setembre de 1920 es casà amb Jutta von Selchow (1896-1991) a Breslau (avui Wrocław, a Polònia). Van tenir 3 fills.

## La Legió Còndor
El 1933 von Richthofen s'uní a la Luftwaffe, sent un dels oficials comandants a la Legió Còndor el 1936 durant la Guerra Civil espanyola. Comandà formacions de combat, i el 1937 es produí el Bombardeig de Guernica, amb un gran nombre de víctimes civils, i una acció que esdevindria un dels símbols dels horrors dels bombardeigs aeris. Von Richthofen va ser nomenat Cap d'Estat Major d'Hugo Sperrle, i va estar molt involucrat en l'esbós de les lliçons que la Guerra Civil podria aportar a la Luftwaffe per la II Guerra Mundial. El 1938 va ser promogut a Major General i serví com a assessor del General Franco fins al seu retorn a Alemanya el 1939 per assumir el comandament de la retornada Legió Condor.

## Segona Guerra Mundial
Quan esclatà la II Guerra Mundial l'1 de setembre de 1939, von Richthofen comandà el Fliegerkorps VIII durant la Invasió de Polònia, dirigint un intent de destruir Varsòvia des de l'aire.
Durant la batalla de França, els bombarders en picat Junkers Ju 87 del Fliegerkorps VIII van donar suport al 6è Exèrcit del General Walther von Reichenau a Bèlgica i el Panzergruppe von Kleist del General Paul von Kleist a França. Durant la batalla d'Anglaterra, la unitat de von Richthofen participà en el fracassat intent de destruir la Royal Air Force
A l'abril, el Fliegerkorps VIII va ser destinat a donar suport a la batalla de Grècia i la batalla de Creta. Després de la conclusió d'aquesta campanya, von Richthofen, ara ja General, esdevingué el 26è guanyador de les Fulles de Roure per a la seva Creu de Cavaller de la Creu de Ferro el 17 de juliol de 1941. Després de la Campanya dels Balcans, von Richthofen va ser nomenat comandant de la Luftflotte 2, amb base a Itàlia.

### Barbarroja
El 22 de juny de 1941 Alemanya llançà l'Operació Barbarroja, la invasió de la Unió Soviètica. Richthofen havia refinat les tàctiques de suport i enllaç amb terra que havia anat desenvolupant des de la Guerra Civil espanyola, i el seu cos aeri proveí suport aeri per a l'ofensiva de Moscou (Operació Tifó) i les posteriors accions defensives a la desesperada davant el contraatac soviètic. Va ser promogut a Coronel General al febrer de 1942, igualant-se en el rang als comandants de flota aèria i als màxims oficials d'estat Major. (Hans Jeschonnek i Ernst Udet). Al maig de 1942 el Fliegerkorps VIII participà amb èxit en la campanya de Crimea i la conquesta de Sebastòpol. En aquesta etapa, von Richthofen treballà braç a braç amb von Manstein, i cadascun d'ells va reconèixer els grans mèrits professionals de l'altre. Manstein descriuria posteriorment a von Richthofen com certament el comandant de força aèria més destacat que tenim.
A finals de juny de 1942, Richthofen va ser nomenat comandant de la Luftflotte 4, que donaria suport al Grup d'Exèrcits Sud durant el seu avanç cap a Stalingrad i el Caucas. A l'hivern de 1942, el 6è Exèrcit de Friedrich Paulus va ser envoltat durant un contraatac rus durant la batalla de Stalingrad. El Reichsmarschall Göring assegurà a Hitler que la Luftwaffe podria portar subministraments al 6è Exèrcit, motiu pel qual es negà a Paulus la sol·licitud de retirar-se de la ciutat. Von Richthofen intentà en va retrocedir la decisió per intentar portar subministraments a tot un exèrcit, sense èxit. Si bé el pont aeri aconseguí lliurar prop de 8.300 tones de subministraments durant 72 dies, l'exèrcit assetjat necessitava molt més. L'operació costà a la Luftflotte 4 prop de 500 avions i 1.000 tripulants.
Després del fracàs del pont aeri i de la fracassada Operació Wintergewitter per alliberar la ciutat, Hitler promogué a Paulus a Mariscal de Camp per tal que se suïcidés abans de rendir-se. Quan Paulus es rendí el 31 de gener de 1943, Hitler declarà que és el darrer mariscal que faig durant aquesta guerra. No obstant això, Hitler es desdigué ben aviat, i el 16 de febrer, només 2 setmanes després, Hitler promogué a von Richthofen al rang de Mariscal de Camp, sent un dels 6 oficials de la Luftwaffe que arribarien a aquest rang durant la història del Tercer Reich (la resta van ser Hermann Göring, Albert Kesselring, Erhard Milch, Hugo Sperrle, i Robert Ritter von Greim). Von Richthofen només tenia 47 anys.
Es retirà el 1944 per motius mèdics, i morí d'un tumor cerebral mentre era presoner de guerra dels americans a Bad Ischl, el 12 de juliol de 1945.

## Condecoracions
Creu de Cavaller de la Creu de Ferro amb Fulles de Roure
 Creu de Cavaller (31è) (17-5-1940) com a General Major i Kommandierender General des VIII. Flieger-Korps.
 Fulles de Roure (26è) (17-7-1941) com a General der Flieger i Kommandierender General des VIII. Flieger-Korps.
 Creu de Ferro 1914 de 1a Classe (6-1918)
 Creu de Ferro 1914 de 2a Classe (21-9-1914)
 Barra de 1939 a la Creu de Ferro 1914 de 1a Classe (25-9-1939)
 Barra de 1939 a la Creu de Ferro 1914 de 1a Classe (12-9-1939)
 Creu d'Honor dels Combatents 1914-18
 Creu dels 25 anys de Servei a les Forces Armades
- Insígnia Combinada de Piloto-Observador en Or i Diamants

 Medalla de la Campanya d'Hivern a l'Est 1941/42
- Escut de Crimea
- Cinta de màniga "Jagdgeschwader Freiherr von Richthofen Nr. 1 1917/1918"
- Cinta de màniga de Creta

 Creu Espanyola amb Espases en Or i Diamants (6-6-1939) (Richthofen la va rebre de mans del Mariscal Göring)
- Insígnia de Pilot (Prússia)

 Medalla Militar (Espanya) (06-06-1939)
 Medalla de Campanya 1936-39 (Espanya)
 Insígnia de Pilot (Espanya)
 Cavaller de 2a Classe de l'Orde de Miquel el Valent (Romania) (15-2-1943) 
 Cavaller de 3a Classe de l'Orde de Miquel el Valent (Romania) (29-7-1942)